# NGC 5179
NGC 5179 is een spiraalvormig sterrenstelsel in het sterrenbeeld Maagd. Het hemelobject werd op 5 mei 1883 ontdekt.

## Synoniemen
- MCG 2-34-23
- MK 1349
- ZWG 72.94
- NPM1G +12.0